# Sporting Association
El Sporting Association fue un equipo de fútbol, proveniente del distrito del Distrito de Callao, de la  provincia constitucional del Callao del Perú. Fue fundado en 1912, se afilia a la Liga Chalaca N°2 de la Asociación Deportiva Chalaca, en 1920. En 1925, el club logra ascender a la División Intermedia (equivalente a la segunda categoría en esa época) para la siguiente temporada.

## Historia
Sporting Association fue fundado el 23 de septiembre de 1912, en el Distrito de Callao. Inicialmente participa en encuentros y partidos de fútbol organizados por otros equipos chalacos contemporáneos de la época. Años más tarde, en 1920, Sporting Association se afilia a la recién formada Asociación Deportiva Chalaca. Debido al incrementos de equipos del primer puerto afiliados, la Asociación Deportiva Chalaca,  estaba organizó por dos ligas chalacas. Ambas ligas se jugaban en paralelo. Sporting Association  se integró en la Liga Chalaca N°2.  
Años después, la Asociación Deportiva Chalaca junto a la Asociación Amateur de Football, pasan a formar parte de la Federación Peruana de Fútbol. Por lo tanto, la ligas de la Asociación Deportiva Chalaca se incorporaron al sistema del torneo, como Segunda División Provincial del Callao (equivalente a la tercera categoría). En ese contexto, Sporting Association logra ser promovido a la División Intermedia (la segunda categoría de la época) para el año 1926. 
Sporting Association militó en la División Intermedia en el año 1926. El club, enfrentó a otros equipos del Callao y de Lima importantes del momento tales como: Atlético Saenz Peña, Carlos Tenaud, Association Alianza, Leonidas Yerovi, Lawn Tennis, Unión Santa Catalina, Sport Inca, Sport José Gálvez, Atlético Lusitania entre otros. Se mantuvo en la división hasta el 1928, año que perdió la categoría.
Se mantuvo en actividad hasta 1929 y al año siguiente dejó de competir cuando no participó del torneo de Segunda División de Lima y Callao.

## Datos del club
- Temporadas en División Intermedia: 3  (1926 a 1928).

## Enlace
- División Intermedia (Perú)
- Historia de los campeonatos Segunda División y otras divisiones